# Seweweekspoortpiek
Seweweekspoortpiek é um pico na África do Sul que tem 2325 m de altitude e 1543 de proeminência topográfica, sendo o ponto mais alto da província do Cabo Ocidental e do grupo de cordilheiras denominado Cape Fold Belt. Pertence à cordilheira Swartberg.
Com o Pico Du Toits forma uma das duas únicas montanhas da República da África do Sul que são ultraproeminentes.

Mapa topográfico das cordilheiras do sudoeste da África do Sul